# L'amour n'est qu'un jeu
L'amour n'est qu'un jeu (Two Can Play That Game) est une comédie américaine réalisée par Mark Brown en 2001.

## Synopsis
C'est l'histoire de Shanté, directrice marketing et idole de toutes les femmes pour sa vie sentimentale avec Keith, un avocat très doué. Chaque fois qu'une de ses amies a un problème sentimental, elle se tourne vers Shanté. Mais un jour, cette dernière surprend son petit ami en train de danser avec une autre femme. Elle décide alors de mettre en place un programme de 10 jours pour le reconquérir. L'amour est-il vraiment un jeu ? C'est ce que Shanté va découvrir au fil de cette amusante histoire.

## Fiche technique
- Titre original : Two Can Play That Game
- Titre français : L'amour n'est qu'un jeu
- Titre québécois : Ça se joue à deux
- Réalisation et scénario : Mark Brown
- Pays d'origine :  États-Unis
- Langue originale : anglais
- Durée : 90 minutes
- Date de sortie : 7 septembre 2001

## Distribution
- Vivica A. Fox (VF : Déborah Perret) : Shanté Smith
- Morris Chestnut (VF : Lucien Jean-Baptiste) : Keith Fenton
- Anthony Anderson (VF : Michel Mella) : Tony
- Gabrielle Union : Conny Spalding
- Wendy Raquel Robinson (en) : Karen
- Tamala Jones (VF : Laurence Crouzet) : Tracey Johnson
- Mo'Nique (VF : Juliette Degenne) : Diedre
- Ray Wise (VF : Patrick Floersheim) : Bill Parker
- Bobby Brown : Michael
- Dondre Whitfield : Dwain
- David Krumholtz (VF : Hervé Rey) : Jason
- Colby Kane : Calvin
- Amy Hunter : Nita
- La La Anthony : Bobby, le DJ

 Source et légende : version française (VF) sur RS Doublage et selon le carton du doublage français sur le DVD zone 2.